# Malgino (nowlenskij sielsowiet)
Malgino (ros. Мальгино) – wieś w Rosji, w rejonie wołogodzkim obwodu wołogodzkiego. W 2010 r. liczyła 23 mieszkańców.